# Hoherpriester des Amun
Hoherpriester des Amun (mit Artikel: der Hohepriester des Amun, auf ägyptisch: Hem-netjer-tepi-en-Amun (Ḥm-nṯr-tpj-n-Jmn) übersetzt mit: „erster Diener/Priester des Amun“) war ein wichtiges religiöses Amt im Alten Ägypten. Das Amt ist seit dem Beginn der 18. Dynastie (Neues Reich) bezeugt. Die Amtsinhaber residierten in Theben. Vor allem am Ende des Neuen Reiches und in der Dritten Zwischenzeit hatten diese Priester bedeutende wirtschaftliche und politische Macht inne. In der 21. Dynastie waren sie die praktischen Herrscher von Oberägypten und trugen zahlreiche weltliche und religiöse Titel. In der Spätzeit verlor das Amt an Bedeutung.
Aus der Zeitspanne Anfang 18. Dynastie bis 20. Dynastie
| Name             | Grab         | Unter König (Pharao)                                           | Kommentar              |
| 18. Dynastie     | 18. Dynastie | 18. Dynastie                                                   | 18. Dynastie           |
| ---------------- | ------------ | -------------------------------------------------------------- | ---------------------- |
| Djehuti          |              | Ahmose                                                         |                        |
| Minmonth         | TT232        | Ahmose                                                         |                        |
| Hapuseneb        | TT67         | Hatschepsut                                                    |                        |
| Mencheperreseneb | TT86; TT112  | Thutmosis III. – Amenophis II.                                 |                        |
| Meri             | TT95, TT84   | Amenophis II.                                                  |                        |
| Amenemhat        | TT97         | Amenophis II. – Thutmosis IV.                                  |                        |
| Ptahmose         |              | Amenophis III.                                                 |                        |
| Meriptah         |              | Amenophis III.; Jahr 20                                        |                        |
| May              |              | Amenophis IV.; Jahr 4                                          |                        |
| Amenemope        |              | Amenophis IV. (?)                                              |                        |
| Parennefer       |              | Tutanchamun – Haremhab                                         |                        |
| 19. Dynastie     |              |                                                                |                        |
| Wepwautmose      |              | Sethos I.                                                      |                        |
| Nebnetjeru       |              | Sethos I.                                                      | Vater des Wesir Paser  |
| Nebwennenef      |              | Ramses II.                                                     |                        |
| Wennefer         |              | Ramses II.                                                     |                        |
| Paser            | TT106        | Ramses II.                                                     | der gleichnamige Wesir |
| Bakenchons       | TT35         | Ramses II., Jahr 46 belegt; 27 Jahre in dieser Position        |                        |
| Ramarai          |              | Merenptah                                                      | Bruder des Bakenchons  |
| Mahuhi           |              | Ende der 19. Dynastie                                          |                        |
| Minmose          |              | Ende der 19. Dynastie                                          |                        |
| 20. Dynastie     |              |                                                                |                        |
| Bakenchons       |              | Sethnacht – Ramses III.                                        |                        |
| Wesermaatranacht |              | Ramses III., Jahr 26                                           |                        |
| Ramsesnacht      |              | Ramses IV., Jahr 1 bis Ramses IX., Jahr 2                      |                        |
| Nesamun          |              | Ende der 20. Dynastie, unsicher in der Einordnung              |                        |
| Amenophis        |              | Ramses IX, Jahr 10 bis Jahr acht von Ramses X. oder Ramses XI. |                        |
| Ramsesnacht      |              | Ramses XI.                                                     |                        |

| Name                 | Grab                 | Unter König (Pharao) | Kommentar                                     |
| 21. bis 23. Dynastie | 21. bis 23. Dynastie | 21. bis 23. Dynastie | 21. bis 23. Dynastie                          |
| -------------------- | -------------------- | -------------------- | --------------------------------------------- |
| Pianch               |                      |                      |                                               |
| Herihor              |                      |                      |                                               |
| Pinudjem I.          |                      |                      |                                               |
| Masaharta            |                      |                      |                                               |
| Djedchonsiuefanch    |                      |                      | Sohn von Pinudjem I.                          |
| Mencheperre          |                      |                      | Sohn von Pinudjem I.                          |
| Smendes II.          |                      |                      | Sohn von Mencheperre                          |
| Pinudjem II.         |                      |                      | Sohn von Mencheperre                          |
| Psusennes III.       |                      |                      | vielleicht mit Pharao Psusennes II. identisch |
| Iupet                |                      | Scheschonq I.        | Sohn von Scheschonq I.                        |
| Scheschonq II.       |                      | Takelot I.           | Sohn von Osorkon I.                           |
| Iuwelot              |                      | Takelot I.           | Sohn von Osorkon I.                           |
| Smendes III.         |                      |                      | Sohn von Osorkon I.                           |
| Harsiese I.          |                      |                      | Sohn von Scheschonq II.                       |
| Harsiese II.         |                      |                      |                                               |
| Namilt (II.)         |                      |                      |                                               |
| Osorkon III.         |                      |                      |                                               |
| Takelot II.          |                      |                      |                                               |

| Name                            | Grab                            | Unter König (Pharao)            | Kommentar                       |
| 25. und 26. Dynastie und später | 25. und 26. Dynastie und später | 25. und 26. Dynastie und später | 25. und 26. Dynastie und später |
| ------------------------------- | ------------------------------- | ------------------------------- | ------------------------------- |
| Haremachet                      |                                 | Taharqa – Tanotamun             | Sohn des Schabaka               |
| Harchebi                        |                                 | Psammetich I.                   | Sohn des Haremachet             |
| Anchnesneferibre                |                                 | Psammetich II.                  | Gottesgemahlin des Amun         |
| Nitokris II.                    |                                 |                                 | Gottesgemahlin des Amun         |
| Nespautitawi                    |                                 | datiert 312/311 v. Chr.         |                                 |
| Wsirwer                         |                                 | 281/277 v. Chr.                 | Sohn des Nespautitawi           |